# Chanyu
Den Titel Chanyu (chinesisch 單于 / 单于, Pinyin Chányú, auch Shànyú, W.-G. Ch'an-yü, auch Shan-yü – „Chanyu (Shanyu)“) führten die Herrscher der Xiongnu zur Zeit der Han-Dynastie in China (206 v. Chr. bis 220 n. Chr.). Die Bedeutung in der Sprache der Xiongnu mag etwas wie „der Größte“ sein; allerdings ist die Bestimmung aufgrund der fehlenden Klassifikation der Xiongnu-Sprache unsicher, und die uns bekannten Begriffe sind von chinesischen Historikern überliefert. Klassische chinesische Historiker sehen in dem Titel ein Pendant zum chinesischen Titel „Himmelssohn“, den die chinesischen Kaiser trugen. Wie bei den meisten Nomadenvölkern war der Titel in der Regel erblich, wurde aber oft vom stärksten Mann der näheren Verwandtschaft übernommen. Joseph Fletcher nannte diese Praxis „blood tanistry“ (engl. „Bluts-Anführerwahl“).